# قمة كوريا الشمالية والولايات المتحدة الأمريكية 2018
قمة كوريا الشمالية والولايات المتحدة الأمريكية هي اجتماع بين قادة كوريا الشمالية والولايات المتحدة الامريكية عقد في 12 يونيو من عام 2018، في منتجع كابيلا في جزيرة سينتوسا في سنغافورة. وهو أول اجتماع بين رئيس أمريكي وزعيم كوريا الشمالية.

## الخلفية
قسمت كوريا إلى كوريتين منذ عام 1945. انتهت الحرب الكورية التي دامت من 1950 إلى 1953 مع اتفاق هدنة ولكن دون تسوية سلمية. هذا الأمر نجم عنه عدة اشتباكات متفرقة خاصة في ظل الوجود الأمريكي في كوريا الجنوبية. منذ 1990 والقلق الدولي من جراء تصاعد أنشطة كوريا الشمالية واستمرارها في تطوير برنامج الأسلحة النووية. وكان الرئيس الأمريكي السابق جورج دبليو بوش قد أشار إلى كوريا الشمالية باعتبارها جزءا من محور الشر عام 2002 خلال خطاب حالة الاتحاد؛ ولكن في نهاية إدارته تخلت كوريا الشمالية طوعا عن برنامجها النووي مقابل تخفيف حدة العقوبات الدولية التي استهدفتها، حينها تحسنت العلاقة _ولو مؤقتا_ بين الطرفين خاصة بعدما وعدت واشنطن كوريا الشمالية بحذفها من قائمة الدول الراعية للإرهاب. على الرغم من كل هذا؛ منعت السلطات الكورية الشمالية المفتشين النوويين من إجراء أي مسح في مرافق الأسلحة في نهاية عام 2008. بعد ذلك أتت إدارة أوباما التي نهجت سياسة «الصبر الاستراتيجي» من خلال إجراء عدة مفاوضات مع الشمال. لكن كوريا أجرت المزيد من التجارب النووية في السنوات التالية وفي 2010 زادت حدة التوترات بين كوريا الشمالية والجنوبية بعد استمرار الجارة الشمالية في الاستفزازت والتهديدات. زاد العمل على تطوير البرنامج النووي الكوري الشمالي لاسيما في ظل حكم كيم جونغ أون الذي أصبح زعيماً للبلاد في كانون الأول/ديسمبر 2011 بعد وفاة كم جونغ إل والده .
انتُخب دونالد ترامب رئيسا للولايات المتحدة في عام 2016؛ وكان يُكرر خلال حملته الانتخابية أنه يُعارض وبشدة سياسات الرئيس السابق باراك أوباما وخاصة «صبره الاستراتيجي» تجاه كوريا الشمالية؛ ثم دعا إلى موقف أكثر تشددا كما أعرب عن نيته عن الانفتاح على الحوار قائلا: «سأكون مستعدا لأكل همبرغر مع الرئيس كيم جونغ أون.» في المقابل وصف موقع ويب تابع لحكومة كوريا الشمالية أن دونالد «حكيم سياسي».
في عام 2017 انتُخب مون جاي إن رئيساً لكوريا الجنوبية ووعد كل دول العالم - خاصة تلك المهتمة بالصراع الكوري - بالعودة إلى سياسة الشمس المشرقة وإعادة نهج العلاقات الودية مع كوريا الشمالية. وعلى مدار السنة أجرت كوريا الشمالية بنجاح تجربة صواريخ بالستية عابرة للقارات تحت اسم هواسونغ-14. ردا على التصعيد الخطير من جانب كوريا الشمالية؛ صعَّد الرئيس الأمريكي من لهجته وحذر من أن أي هجوم كوري سيُقابل «بالنار والغضب»؛ وردا على ذلك أعلنت كوريا الشمالية أنها تدرس اختبار صواريخ للهبوط بالقرب من إقليم غوام. أجرت كوريا الشمالية سادس تجربة نووية وهذه المرة من خلال تفجير قنبلة هيدروجينية في 3 سبتمبر من نفس العام. نددت دول العالم بهذه التجربة بل أدانتها ومن ثم دعت إلى فرض مزيد من العقوبات الاقتصادية ضد كوريا الشمالية. في 28 نوفمبر/تشرين الثاني أطلقت كوريا الشمالية صاروخاً آخر والذي _وفقا لمحللين_ سيكون قادرا على الوصول إلى أي مكان في الولايات المتحدة. أدى ذلك الاختبار إلى فرض مزيد من العقوبات من الأمم المتحدة على البلاد. ليس هذا فقط؛ بل أضافت حكومة الولايات المتحدة كوريا الشمالية مرة أخرى إلى قائمة الدول الراعية للإرهاب بعدما كانت قد حذفتها منها منذ حوالي تسع سنوات.
مطلع العام الجديد 2018؛ اقترح الزعيم الكوري الشمالي كيم جونغ أون إرسال وفد إلى دورة الألعاب الاولمبية الشتوية في كوريا الجنوبية. وفي كانون الثاني/يناير من نفس العام تأهبت الولايات المتحدة وبخاصة مدينة هاواي بعدما تلقت إنذارا خاطئا بخصوص صاروخ كوري شمال متجه نحو البلاد. عقب كل هذه الأحداث؛ أُعيد فتح الخط الساخن بين سيول وبيونغ يانغ بعد عامين تقريبا على إغلاقه. هذا الأمر مكّن الوفدين الكوري الشمالي والجنوبي من السير معا في حفل افتتاح الألعاب الأوليمبية. كما اجتمع الرياضيون من الكوريتين وأُرسل وفد رفيع المستوى برئاسة شقيقة كيم جونغ كيم يونغ-نام وتحت إشراف الجمعية الشعبية العليا.

## مكان القمة

### الاقتراحات
قالت مصادر تابعة لإدارة ترامب في 28 أبريل إن الاجتماع سيعقد إما في سنغافورة أو منغوليا. في 30 أبريل، لمح ترامب إلى إمكانية عقدها في بيت السلام ودار الحرية بين الكوريتين (المنطقة الأمنية المشتركة)  حيث يعتقد ترامب أن بانمونجوم في المنطقة المجردة من السلاح سيكون الموقع المعقول للاجتماع لإزالة الأسلحة النووية والتوقيع على معاهدة السلام التحضيرية في شبه الجزيرة الكورية.
كانت سنغافورة موقعًا لقمة صينية - تايوانية حديثة. كما رعت منغوليا عددا من المحادثات في السنوات الأخيرة ضمت لاعبين إقليميين ودوليين، ويمكن الوصول إليها بالقطار من كوريا الشمالية.
في 30 أبريل أكد ترامب أن سنغافورة، وبيت السلام، وبيت الحرية بين الكوريتين هي أماكن قيد الدراسة.
وقال المسؤولون الأمريكيون إن الخيار الأكثر احتمالا للاتفاق المتبادل في المكان سيكون في جنوب شرق آسيا أو أوروبا، كسنغافورة وفيتنام (الدولة الشيوعية المعترف بها من قبل الولايات المتحدة منذ عام 1995) وتايلاند وسويسرا،  أو السويد (التي تعمل سفارتها كوسيط للأميركيين المسافرين في كوريا الشمالية). مواقع أخرى محتمل للقمة مثل أولان باتور، منغوليا.
بالإضافة إلى بيونغ يانغ (فضلها كيم)، ودار السلام بين الكوريتين في بانمونجوم بالقرب من حدود المنطقة المنزوعة السلاح بين كوريا الشمالية والجنوبية (موقع القمة بين الكوريتين في 27 أبريل 2018، موقع ربما يفضله كيم في القمة مع الولايات المتحدة أيضًا)،   ومدينة فلاديفوستوك في روسيا );  ومدن صينية مثل شنيانغ أو تشانغ تشون أو بكين (التي تفضلها الصين)، سول أو جزيرة جيجو في كوريا الجنوبية؛ أو على متن سفينة أمريكية في المياه الدولية.

### الإعلان عن عقد المحادثات في سنغافورة

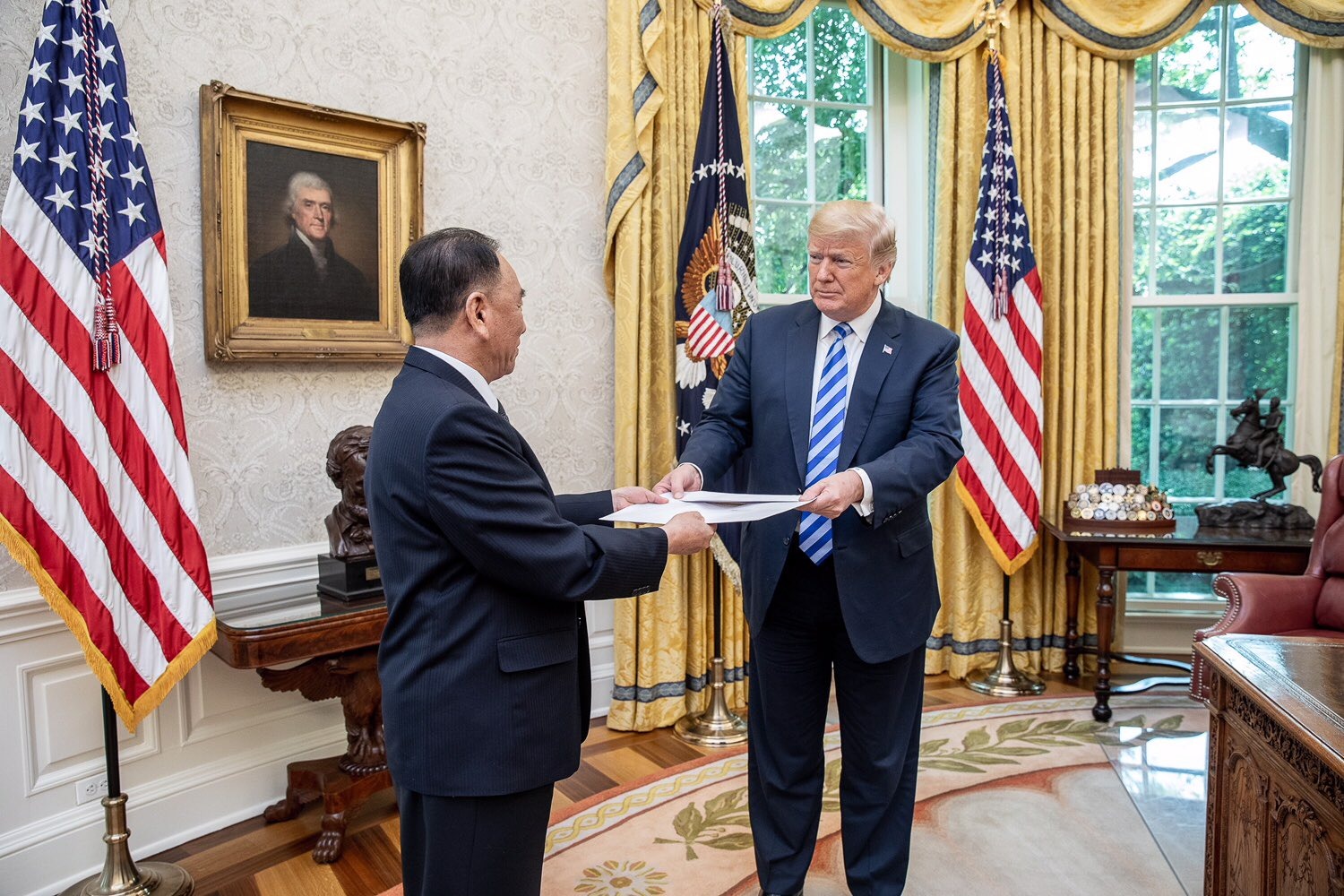
نائب الرئيس الكوري الشمالي كيم يونغ تشول يُسلم رسالة شخصية من الرئيس كيم إلى الرئيس ترامب في المكتب البيضاوي بتاريخ 1 يونيو من عام 2018.

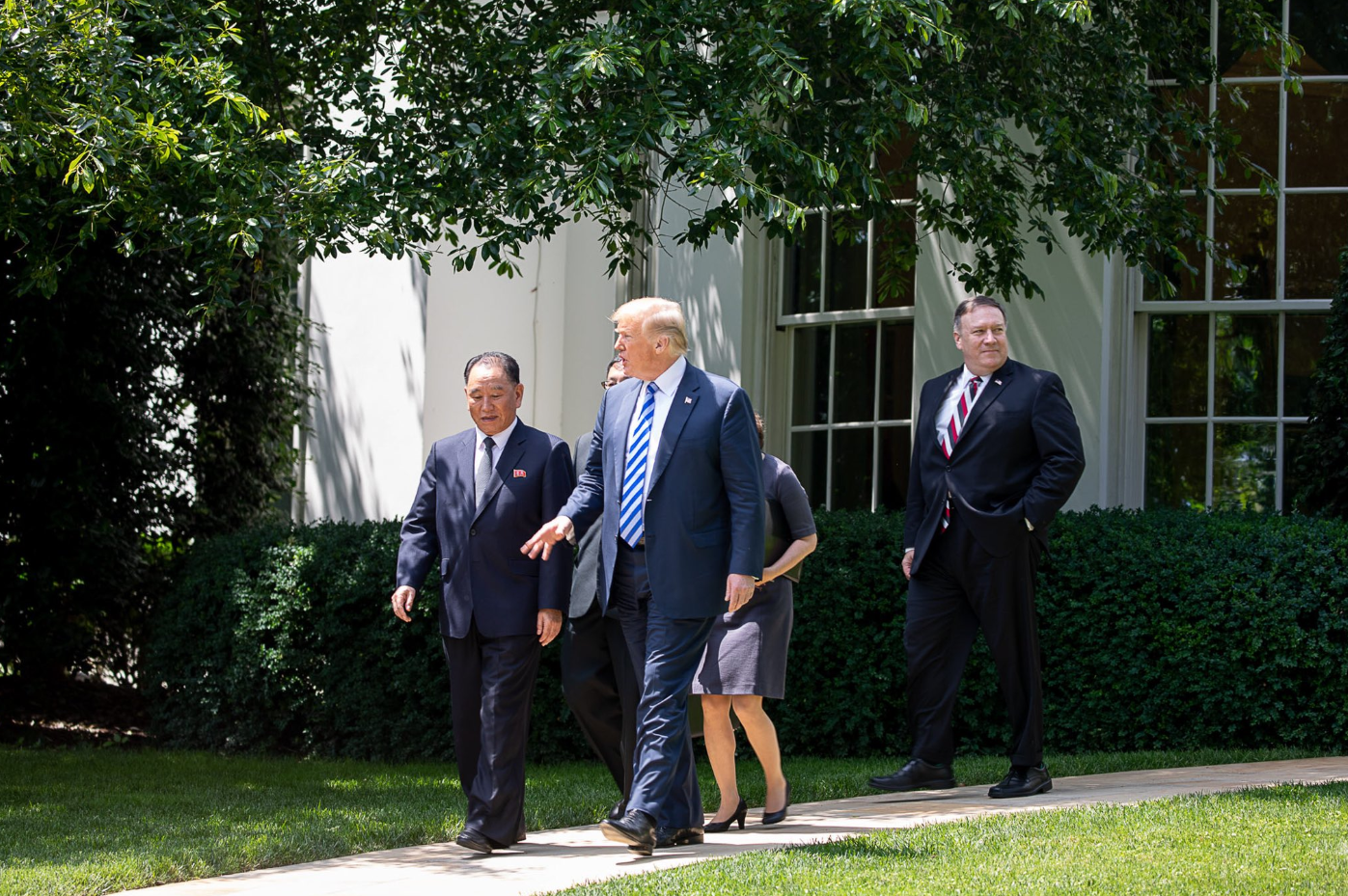
ترامب مع نائب الرئيس كيم يونغ تشول رفقة الوفد الكوري الشمالي خارج المكتب البيضاوي

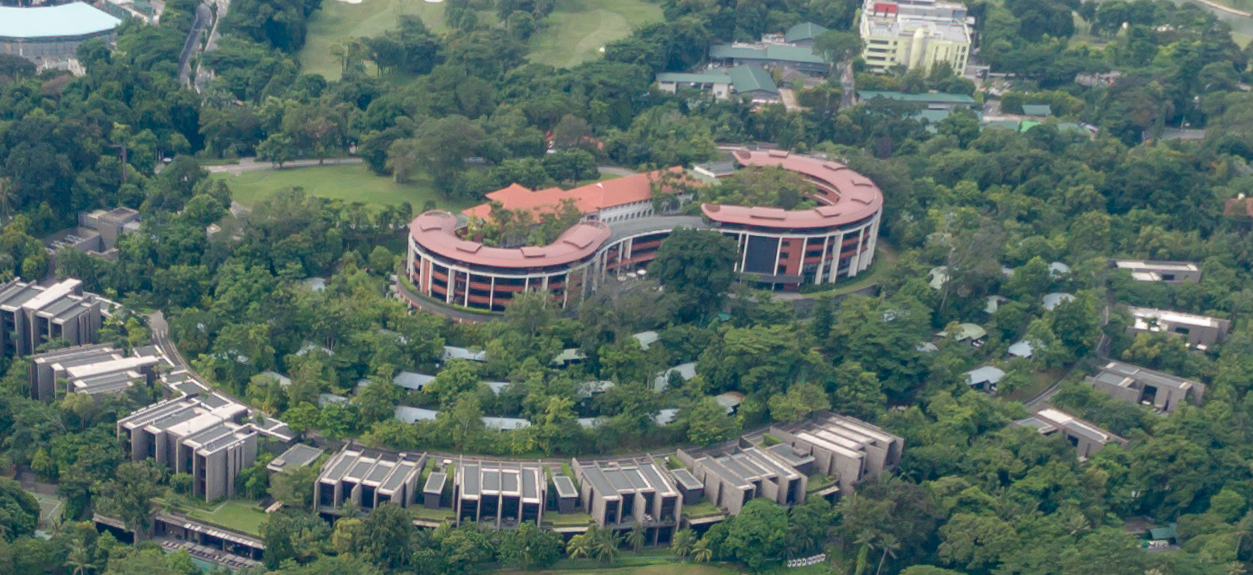
صورة جوية لجزيرة كابيلا في سنغافورة

ذكرت سي إن إن يوم 9 مايو أن سنغافورة ستحتضن رسميا الاجتماع المقرر في 12 حزيران/يونيو. ذكرت وسائل الاعلام المحلية أن من المرجح أن يستضيف فندق شانغريلا بالقرب من شارع البستان القمة؛ وذلك كونه معروف باستضافة حوارات سنوية أخرى. لكن وفي المقابل فقد أشارت بعض التقارير الكورية الجنوبية إلى أن المقر الرسمي لرئيس سنغافورة هو الذي سيستضيف القمة.
قدمت وزارة الخارجية السنغافورية مزيدا من المعلومات حول القمة مشيرة إلى أن: «سنغافورة تسر لاستضافة اجتماع بين رئيس الولايات المتحدة دونالد ترامب وزعيم جمهورية كوريا الشعبية كيم جونغ أون في 12 حزيران/يونيو 2018. نحن نأمل أن يكون هذا الاجتماع مثمرا ويُعزز من آفاق السلام في شبه الجزيرة الكورية» غير أن الوزارة لم تقدم أي تفاصيل أخرى عن المكان والترتيبات.
بعدما أعلن ترامب عن استئناف المحادثات حول القمة في 1 يونيو؛ رحب وزير الدفاع السنغافوري بالخطوة وذكر أن بلاده ستقوم بتغطية بعض تكاليف القمة. بعد ذلك تقدم الوفدان الكوري الشمالي والأمريكي (من المرجح أنهما كانا يُقيمان في جزيرة سنتوسا) واتجها نحو مكان القمة لإجراء مزيد من الحوارات والتفاوضات.
أعلن البيت الأبيض في 4 يونيو/حزيران أن الاجتماع سيُعقد في الساعة 9:00 صباحا ثم أكد في اليوم الموالي أن كابيلا في سنغافورة ستحتضن القمة المزمع عقدها في 12 يونيو. وكانت حكومة الولايات المتحدة قد أوضحت أنها لن تدفع رسوم إقامة كوريا الشمالية، كما أكدت أنها سوف تتحدث مع الحكومتين الكورية الجنوبية واليابانية في حالة ما سئلت عن احتمال إعلان نهاية الحرب الكورية خلال القمة.
في 9 حزيران/يونيو 2018 خلال مؤتمر صحفي في قمة السبع في كيبيك ذكر الرئيس ترامب أن الصفات الشخصية  التي تربط بينه وبين الزعيم كيم جونغ أون قد تكون عاملا حاسما في نجاح القمة في سنغافورة، وبالتالي التوصل إلى اتفاق مع كوريا الشمالية.

## الإعلان عن القمة

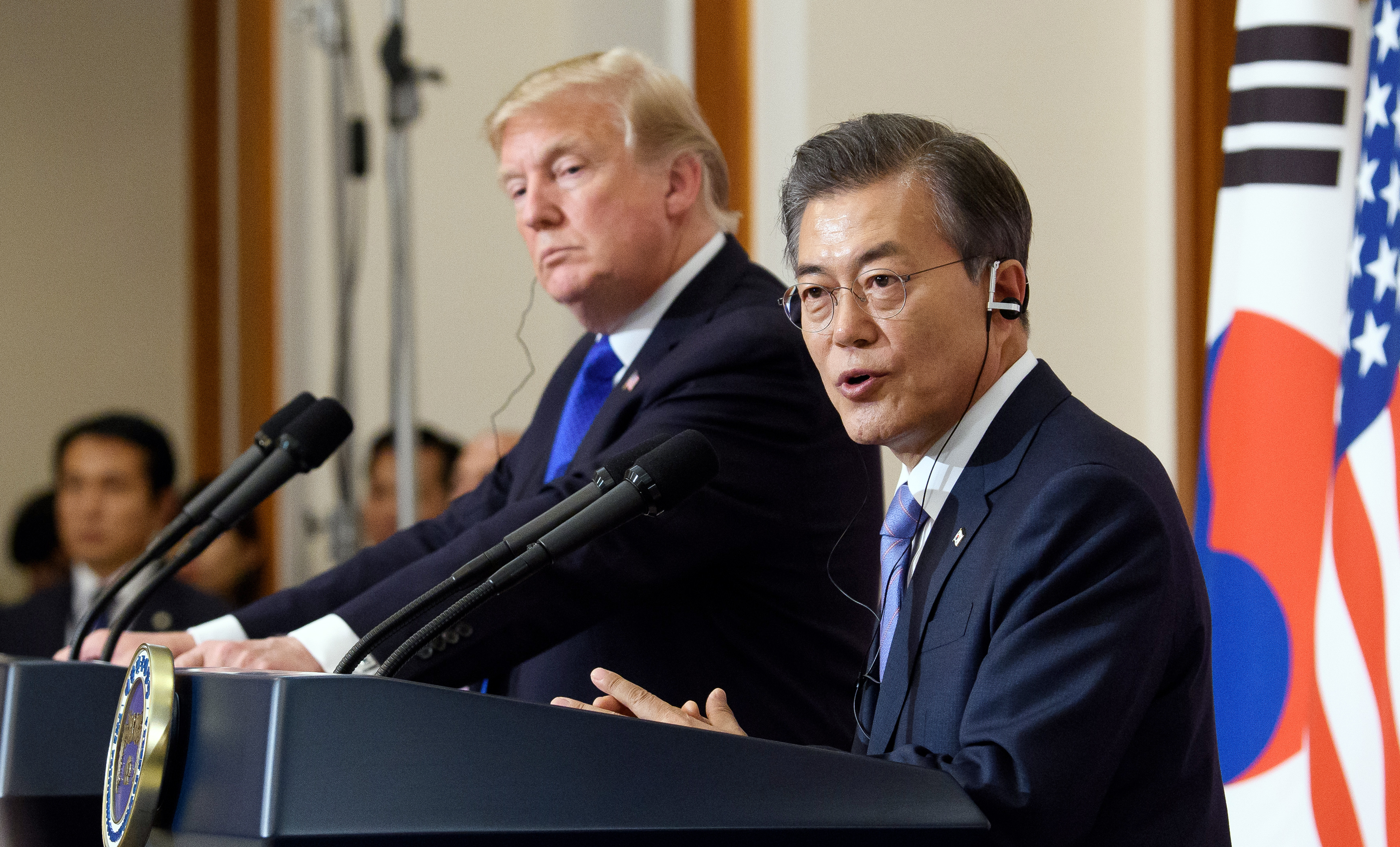
الرئيس الكوري مون جاي إن والرئيس الأمريكي دونالد ترامب في تشرين الثاني/نوفمبر 2017

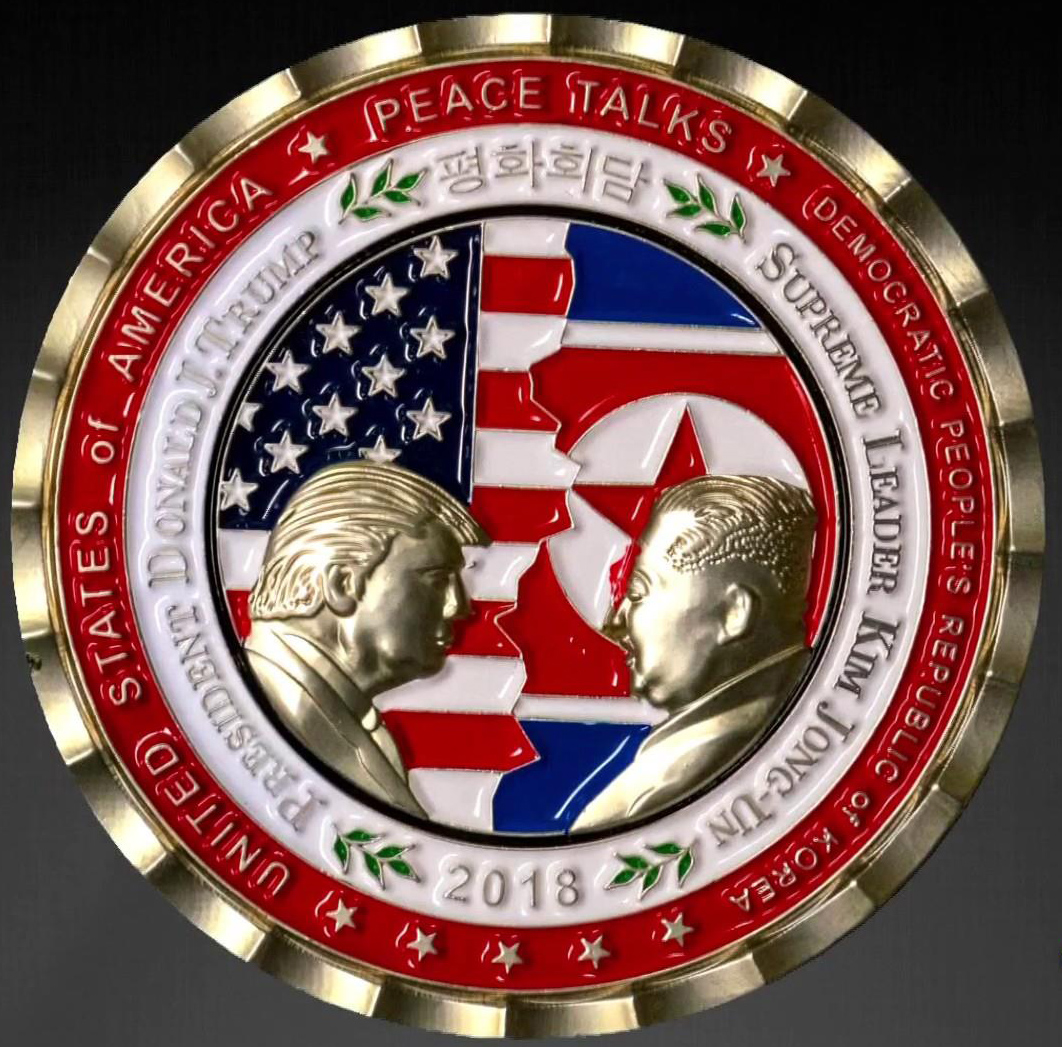
عملة تذكارية أعدها البيت الأبيض كذكرى للقمة التي وُصفت بالتاريخية

في 5 مارس من عام 2018 وافقت كوريا الجنوبية على إرسال وفد خاص بها من أجل عقد ثالث قمة بين الكوريتين بهدف الوصول للسلام. عُقدت القمة فعلا في بانمنجوم بتاريخ 27 أبريل/نيسان من عام 2018. في 6 آذار/مارس وعقب عودته إلى كوريا الجنوبية نشر مستشار الأمن القومي الكوري معلومات مهمة قبل أن يُسافر باتجاه الولايات المتحدة في 8 آذار/مارس من أجل تقديم تقرير مفصل للرئيس ترامب حول القمة القادمة بين الكوريتين؛ هناك أخبر الكوري الرئيس الأمريكي بأن ورقة الأمم المتحدة هي ورقة رابحة وضغطت على الزعيم الكوري الشمالي وها هي تدفعه نحو إحلال السلام. أقر ترامب بضرورة عقد قمة بين كوريا الشمالية والولايات المتحدة الأمريكية بعد حوالي ساعة من استلام التقرير لكنه لم يُقدم أي تفاصيل إضافية. لكن مستشار الأمن القومي الكوري الجنوبي السيد جيونج أحاط الصحافة ومتتبعي هذا الشأن أن القمة بين الرئيسين ستُعقد في وقت ما في أيار/مايو 2018.
ذكر البيت الأبيض بعدها أن عقوبات الأمم المتحدة ستبقى في مكانها حتى الوصول لاتفاق مع كوريا الشمالية. في 6 آذار/مارس صرحت سارة ساندرز في البيت الأبيض قائلة: «نحن في حاجة إلى أن نرى خطوات ملموسة يمكن التحقق منها من أجل نزع السلاح النووي من كوريا الشمالية ... حينها سنُفكر في موضوع العقوبات»، وفي وقت لاحق من ذلك اليوم قال مسؤول مجهول المصدر لصحيفة وول ستريت جورنال إن ترامب لا زال يرغب وبشدة في عقد قمة مع الزعيم كيم جونغ.
زار مستشار كوريا الجنوبية للأمن القومي دولة الصين (حليفة كوريا الشمالية) في 12 و13 مارس من نفس العام واجتمع بالرئيس الصيني شي جين بينغ وأطلعه عن كل المعلومات من خلال تقرير كامل وشامل عن مخطط القمة بين الكوريتين وكذلك القمة بين كوريا الشمالية والولايات المتحدة ثم طلب منه المشورة والمساعدة. كما خطط نفس المسؤول لزيارة روسيا في 14 مارس/آذار لنفس الأسباب. في المقابل زار مسؤول كوري جنوبي آخر دولة اليابان وتشاور مع رئيس الوزراء شينزو آبي في مجموعة من المواضيع بما في ذلك نزع السلاح النووي والبحث عن سلام دائم في شبه الجزيرة الكورية.

### القمة بين الكوريتين في نيسان/أبريل 2018

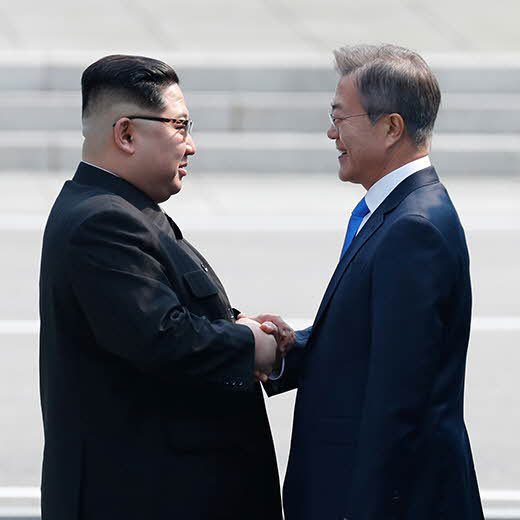
رئيس كوريا الجنوبية مون جاي إن في مصافحة مع زعيم كوريا الشمالية في بادرة من أجل عقد القمة بين الكوريتين.

عُقدت القمة بين الكوريتين في 27 أبريل/نيسان من عام 2018 في دار السلام في بانمنجوم، هناك التقى قادة كوريا الشمالية والجنوبية واتفقا رسميا على ضرورة إنهاء الحرب الكورية قبل نهاية العام الجاري.

### توترات، إلغاء ثم إعادة

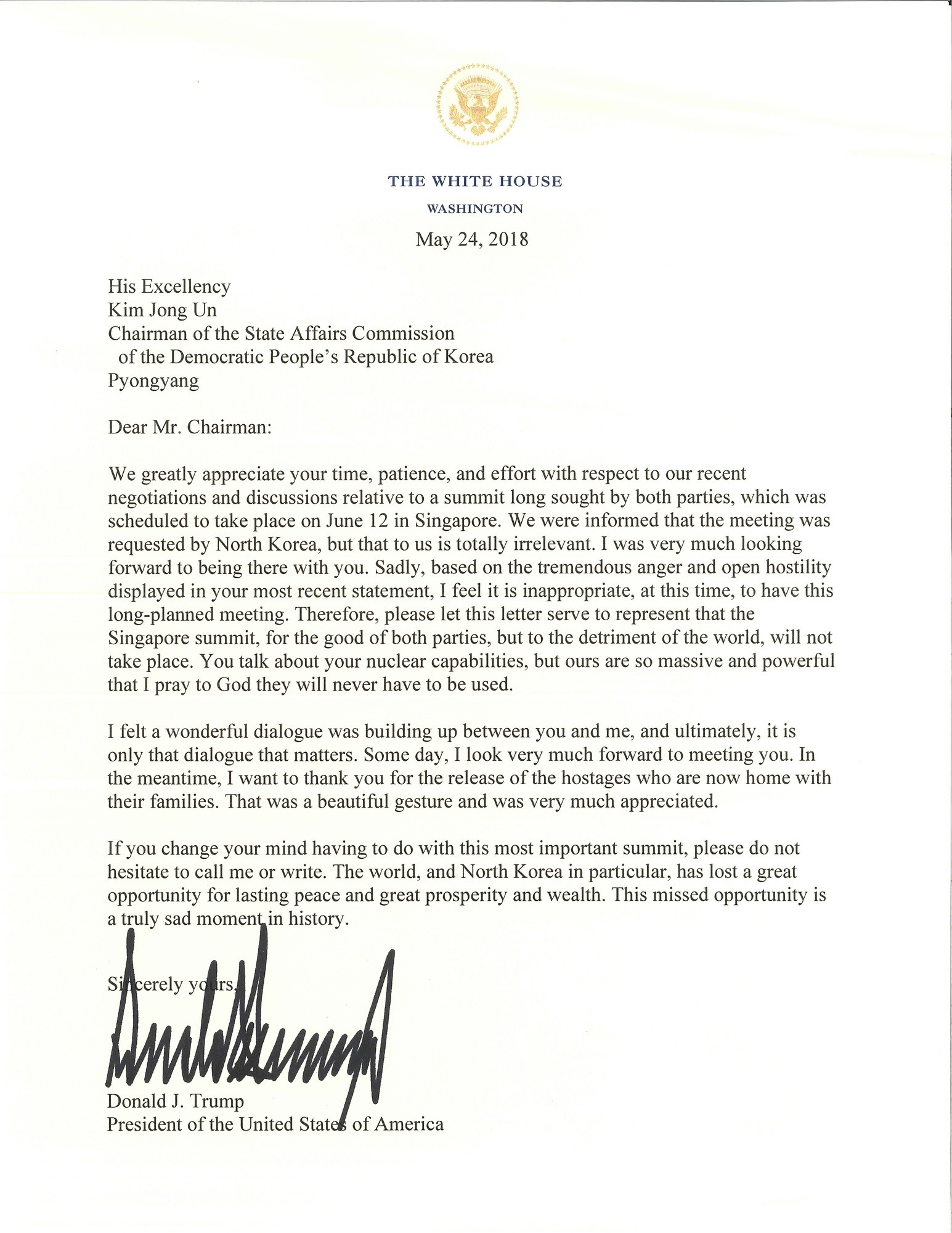
رسالة الرئيس الأمريكي دونالد ترامب إلى الزعيم الكوري الشمالي كيم بخصوص إلغاء القمة.

قال نائب رئيس الولايات المتحدة مايك بنس في 21 مايو من نفس العام: «إذا لم يعقد كيم جونغ أون الصفقة فسينتهي نظامه كما حصل للنظام الليبي ... يجب تفكيك برنامج الأسلحة النووية». وكان ترامب قد أدلى بتصريحات مماثلة تقريبا في 17 مايو؛ حيث قارن بين مصير كيم ومصير النظام الليبي في حالة ما لم تتم الصفقة. كل هذه التعليقات كان تُشير مباشرة إلى قضية قتل الزعيم الليبي معمر القذافي بعد التدخل العسكري من قِبل الأميركيين والأوروبيين في عام 2011.
ردود الفعل الكورية الشمالية حول تصريحات بنس وترامب كانت هي الأخرى غاضبة وقاسية؛ حيث وصق نائب وزير الخارجية الكوري شو بني-هوى بنس «بالجاهل والغبي» ثم هدد «بمواجهة نووية فتاكة».

أعلن ترامب عن إلغاء القمة في 24 مايو 2018 عبر رسالة إلى الزعيم كيم كتب فيها: 

عزيزي زعيم كوريا الشمالية.
إننا نقدر لكم وقتكم وصبركم وجهودكم المتعلقة بمفاوضاتنا التي جرت مؤخرا والمناقشات بشأن القمة التي سعى الطرفان طويلا لعقدها والتي كان من المُقرر أن تجري في 12 يونيو في سنغافورة.
حسب علمنا فإن الاجتماع كان بطلب من كوريا الشمالية، ولكن هذه المسألة لا تعني الكثير بالنسبة لنا، فقد كنت أتطلع كثيرا لأن اجتمع معكم هناك. ولكن وللأسف ونظرا إلى الغضب الهائل والعدائية الصريحة التي ظهرت في تصريحاتكم الأخيرة، أشعر أنه من غير المناسب في هذا الوقت عقد هذه القمة المقررة.
وبالتالي أرجو اعتبار هذه الرسالة إبلاغا بأن قمة سنغافورة لن تًعقد وذلك لمصلحة الطرفين رغم أنها ليست في مصلحة العالم.
أنتم تتحدثون عن قدراتكم النووية، ولكن قدراتنا هائلة وقوية لدرجة أنني أدعو الله أن لا نضطر أبدا لاستخدامها.
لقد شعرت بأن حواراً بدأ يجري بينكم وبيني، وذلك في النهاية هو ما يهم. وأتطلع بحق إلى لقائكم يوما ما. ولكن في الوقت الحالي أود أن أشكركم على الإفراج عن الرهائن الذين أصبحوا الآن مع عائلاتهم. لقد كانت تلك بادرة جميلة نقدرها بشدة.
في حال غيرتم رأيكم بخصوص هذه القمة المهمة للغاية، الرجاء عدم التردد في الاتصال بي أو الكتابة لي. لقد خسر العالم، وكوريا الشمالية بشكل خاص، فرصة عظيمة للسلام الدائم والازدهار والثروة العظيمين. إن هذه الفرصة الضائعة هي بحق لحظة حزينة في التاريخ.
مع خالص الاحترام. 
 وعلى الرغم من أن ترامب هو من كان قد قرر إلغاء القمة إلا أنه ضمَّن في رسالته جملة أثارت ضجة حينما قال: «في حال غيرتم رأيكم بخصوص هذه القمة فمن فضلك لا تتردد في الاتصال بي أو الكتابة لي.»
رد الرئيس الكوري الجنوبي حول قرار ترامب بإلغاء القمة وأكد على أنه في «حيرة» من أمره بسبب هذه الخطوة التي اعتبرها مفاجئة في حين أكد الوزير المسؤول عن شؤون الكوريتين شو ميونج-جيون أن كوريا الشمالية «لا تزال صادقة»  و«تبذل جهودها من أجل نزع السلاح النووي والتأسيس للسلام».
ردا على إلغاء ترامب للقمة قال نائب وزير الخارجية الكوري الشمالي _الذي سبق له التهجم على إدارة ترامب_: «نحن مستعدين للجلوس وجها لوجه مع الولايات المتحدة وحل القضايا في أي وقت وبأي شكل من الأشكال ... سنعطي الوقت والفرصة للولايات المتحدة من أجل السلام والاستقرار في العالم وفي شبه الجزيرة الكورية.» جذير بالذكر هنا أن إلغاء ترامب للقمة جاء بعد يوم واحد من تفجير وتدمير كوريا الشمالية لموقع التجارب النووية في بونجي-ري أمام الصحفيين الدوليين.
بالرغم من كل هذا أعلن ترامب يوم 25 مايو أن القمة يُمكن أن تستأنف كما هو مقرر بعدما أكد على أنه تلقى بيانا من كوريا الشمالية وصفه «باللطيف جدا» وأعرب عن أن المحادثات استئنفت وأن القمة ستكون تاريخية.
في اليوم التالي، أكدت السكرتيرة في البيت الأبيض سارة ساندرز في بيان لها أن «فريقا سيذهب نحو سنغافورة كما كان مقررا من أجل التحضير للقمة»، ويتكون الفريق من حوالي ثلاثين عاملاً في كل من البيت الأبيض ووزارة الخارجية وكانوا قد اجتمعوا من قبل مع نظرائهم الكوريين الشماليين في عطلة نهاية الأسبوع.
في 30 مايو وصل الجنرال الكوري الشمالي كيم يونغ تشول إلى نيويورك للاجتماع مع وزير الخارجية الأمريكي مايك بومبيو. تواصلت المفاوضات بين كيم وبومبيو في اليوم التالي وكشف بومبيو في وقت لاحق خلال مؤتمر صحفي أن «النقاشات كانت جيدة». جذير بالذكر هنا أن كيم يونغ تشول هو نائب رئيس اللجنة المركزية لحزب العمال الكوري وهو أرفع مسؤول كوري شمالي يزور الولايات المتحدة منذ عام 2000 (عندما اجتمع جو ميونغ-كوريا مع الرئيس الاميركي بيل كلينتون في واشنطن العاصمة).
في 1 حزيران، أعلن ترامب رسميا أن القمة سوف تُستأنف وستُعقد كما كان مقررا لها في 12 حزيران/يونيو وذلك بعد أن التقى كيم يونغ تشول في البيت الأبيض. وكان كيم يونغ تشول قد سلَّم رسالة من كيم جونغ أون إلى دونالد تضمنت فيها مجموعة من المعلومات لكن لم يُكشف عنها، بالرغم من ذلك خرج ترامب للعلن وأمام الصحفيين قال أن الرسالة «لطيفة جدا» و«مثيرة جدا للاهتمام» لكنه وبعد ثماني دقائق من تصريحه عاد لإثارة الجدل عندما قال مجددا: «أنا لم أر الرسالة بعد، لقد تعمدت عدم فتح الرسالة.»

### استبدال كوريا الشمالية للجنرالات
في 3 يونيو/حزيران أعلن القائد الأعلى كيم جونغ أون عن استبدال ثلاثة جنرالات من أعلى ضباط الجيش والمسؤولين عن تطوير الصاروخ الباليستي العابر للقارات بالإضافة إلى البرنامج النووي.

### عملية نزع السلاح النووي المحتملة
خلال اجتماع المبعوث السابق الكوري الشمالي كيم يونغ تشول مع الرئيس دونالد ترامب في البيت الأبيض ذكر الرئيس الأمريكي أن الهدف من وراء هذه القمة «نزع السلاح النووي» من كوريا الشمالية بالإضافة إلى نزع كل الرؤوس الحربية النووية والصواريخ العابرة للقارات وكل ما من شأنه أن يُشكل تهديدا على العالم. ثم ذكر أن الصواريخ النووية التي تمتلكها كوريا الشمالية يُمكن نقلها خارج البلاد مقابل تخفيف حدة العقوبات الاقتصادية. كما ذكر دونالد أن الخطوة التي تليها ستكون تفتيشا شاملا داخل كوريا الشمالية عن كل الأسلحة والمرافق النووية والصواريخ وكل ما يتعلق ببرنامج الأسلحة من قبل خبراء الوكالة الدولية للطاقة الذرية.

## الحديث المبدئي بين كوريا الشمالية والولايات المتحدة الأمريكية
في اتصال تم بين كوريا الشمالية والولايات المتحدة الأمريكية في الحادي عشر من أبريل 2018  عرضت كوريا الشمالية خمس التماسات لقمة ترامب وكيم كشرط لتخلي كوريا الشمالية عن الصوريخ الباليستية العابرة للقارات ذات الرؤوس النووية:
1. ضمان أن الولايات المتحدة وكوريا الجنوبية لا تضعان أسلحة نووية إستراتيجية بالقرب من شبه جزيرة كوريا[81]
2. وقف تطوير أو تشغيل الممتلكات النووية الاستراتيجية خلال التدريب العسكري للقوات الأمريكية في كوريا وقوات كوريا الجنوبية.
3. ضمان أن الولايات المتحدة لن تهاجم كوريا الشمالية بالأسلحة التقليدية أو النووية
4. تحويل اتفاق الهدنة في كوريا 1953 إلى معاهدة السلام في شبه جزيرة كوريا.
5. بدء علاقات دبلوماسية بين كوريا الشمالية والولايات المتحدة الامريكية.

كان يُعتقد أن كوريا الشمالية ستطلب سحب القوات الأمريكية من كوريا الجنوبية في الماضي، إلا أن كوريا الشمالية نشرت أنها ستتبنى إستمرار تعزيز قرابة 25,000 جندي أمريكي في كوريا الجنوبية طالما أن أمن كوريا الشمالية مضمون.

## ردود الأفعال
تلقت القمة ردوا دوليا إيجابيا بشكل عام حيث أعربت معظم الدول عن مدحها أو أملها في التوصل إلى اتفاق سلام من القمة. وقد أعرب بعض المعلقين عن شكوكهم تجاه الاتفاق الموقع إشارة إلى تاريخ من الاتفاقات الماضية الفاشلة والصياغة الغامضة للبنود الواردة في الإعلانات. أعلنت الصين عن إمكانية تخفيف العقوبات في أعقاب القمة  وتوقفت المناورات العسكرية المشتركة بين الولايات المتحدة وكوريا الجنوبية، وهو مطلب قدمته كوريا الشمالية منذ فترة طويلة. أعلن وزير الخارجية الأمريكي مايك بومبيو أنه لن يتم منح تخفيف العقوبات إلا بعد نزع السلاح النووي. أفاد زائرون لكوريا الشمالية بأن الملصقات والبطاقات البريدية والطوابع البريدية والبنود المماثلة المناهضة للولايات المتحدة لم تعد معروضة.
وقد أشاد عضو البرلمان الأوروبي نيرج ديفا، الذي شارك على مدى 30 شهراً في المفاوضات الرامية إلى نزع فتيل التوتر بين كوريا الشمالية وكوريا الجنوبية بالاجتماع بين الزعيم الكوري الشمالي كيم جونغ أون والرئيس الأمريكي دونالد ترامب. وهنأ الزعيمين على استعدادهما للانخراط في دبلوماسية متفائلة، دون شروط مسبقة.